# Morzyszów
Morzyszów (niem. Morischau, Neisstal) – wieś w Polsce położona w województwie dolnośląskim, w powiecie kłodzkim, w gminie Kłodzko.

## Położenie
Morzyszów jest małą wioską o długości około 0,7 km leżącą na prawym brzegu Nysy Kłodzkiej, w zakolu jej przełomu, na wysokości około 270 m n.p.m.

## Podział administracyjny
W latach 1975–1998 miejscowość administracyjnie należała do województwa wałbrzyskiego.

## Historia
Morzyszów powstał najprawdopodobniej w XIV wieku na terenie, przez który przebiegała stara droga handlowa łącząca Śląsk z Czechami. Miejscowość nigdy nie rozwinęła się, w 1840 roku było tu 15 domów. Po 1945 roku Morzyszów pozostał małą osadą, w 1978 roku było tu 12 gospodarstw, a w 1988 ich liczba zmalała do 7.